# Maciej Rybus
Maciej Rybusⓘ (ur. 19 sierpnia 1989 w Łowiczu) – polski piłkarz, występujący na pozycji pomocnika lub obrońcy. W latach 2009–2021 reprezentant Polski. Uczestnik Mistrzostw Świata 2018, Mistrzostw Europy 2012 i 2020.  

## Kariera klubowa

### Początki
Maciej Rybus swoją karierę rozpoczynał w 2004 w Pelikanie Łowicz, skąd w 2005 przeniósł się do MSP Szamotuły.

### Legia Warszawa
W 2007 trafił do Legii Warszawa. W jej barwach zadebiutował 15 listopada 2007, w meczu Pucharu Ekstraklasy przeciwko Dyskobolii Grodzisk Wielkopolski, pojawiając się na boisku w 46. minucie spotkania, w zastępstwie Marcina Smolińskiego. Po dobrym występie w tym meczu trener Legii, Jan Urban, postanowił, że młody zawodnik będzie od tej pory trenował z pierwszym zespołem.
W Ekstraklasie zadebiutował 24 listopada 2007, kiedy to pojawił się na boisku w 86. minucie spotkania z Polonią Bytom (1:2), znów zmieniając Marcina Smolińskiego. Mimo że Rybus nie był pierwotnie zgłoszony do rozgrywek Ekstraklasy, debiut umożliwił mu wpisanie na tzw. „Listę C” – przeznaczoną dla maksymalnie dwóch zawodników, którzy rozegrali więcej niż 4 mecze w Młodej Ekstraklasie. 8 grudnia 2007 w meczu z Górnikiem Zabrze Maciej strzelił swoją pierwszą bramkę dla Legii w rozgrywkach Ekstraklasy. Ostatni mecz w barwach Legii rozegrał 24 lutego 2012 w 1/16 finału Ligi Europy ze Sportingiem. W Legii Warszawa w latach 2007–2012 rozegrał łącznie 132 spotkania, w których zdobył 16 bramek. W tym czasie zdobył z Legią Superpuchar Polski oraz trzykrotnie sięgał po trofeum Pucharu Polski.

### Terek Grozny
13 lutego 2012 został zawodnikiem rosyjskiego Tereka Grozny. Klub ze stolicy Czeczenii zapłacił za niego 2,7 mln euro. Zawodnik był 3. najdroższym graczem sprzedanym przez Legię (po Łukaszu Fabiańskim i Dawidzie Janczyku) i 2. (po Marcinie Komorowskim) kupionym przez Terek. W Priemjer-Liga zadebiutował 3 marca 2012 w wygranym 1:0 meczu z Tom Tomsk, zaś pierwszego gola w nowym klubie zdobył w drugim występie, w ligowym meczu przeciwko FK Krasnodar (3:1). W barwach Tereka Rybus rozegrał łącznie 109 spotkań, w których strzelił 18 goli i zanotował 20 asyst.

### Olympique Lyon
21 czerwca 2016 podpisał trzyletni kontrakt z francuskim klubem Olympique Lyon. W nowym zespole zadebiutował 19 sierpnia 2016 w wygranym 2:0 meczu 2 kolejki Ligue 1 przeciwko SM Caen. 14 września 2016 w wygranym 3:0 meczu fazy grupowej z Dinamem Zagrzeb debiutował w rozgrywkach Ligi Mistrzów.

### Lokomotiw Moskwa

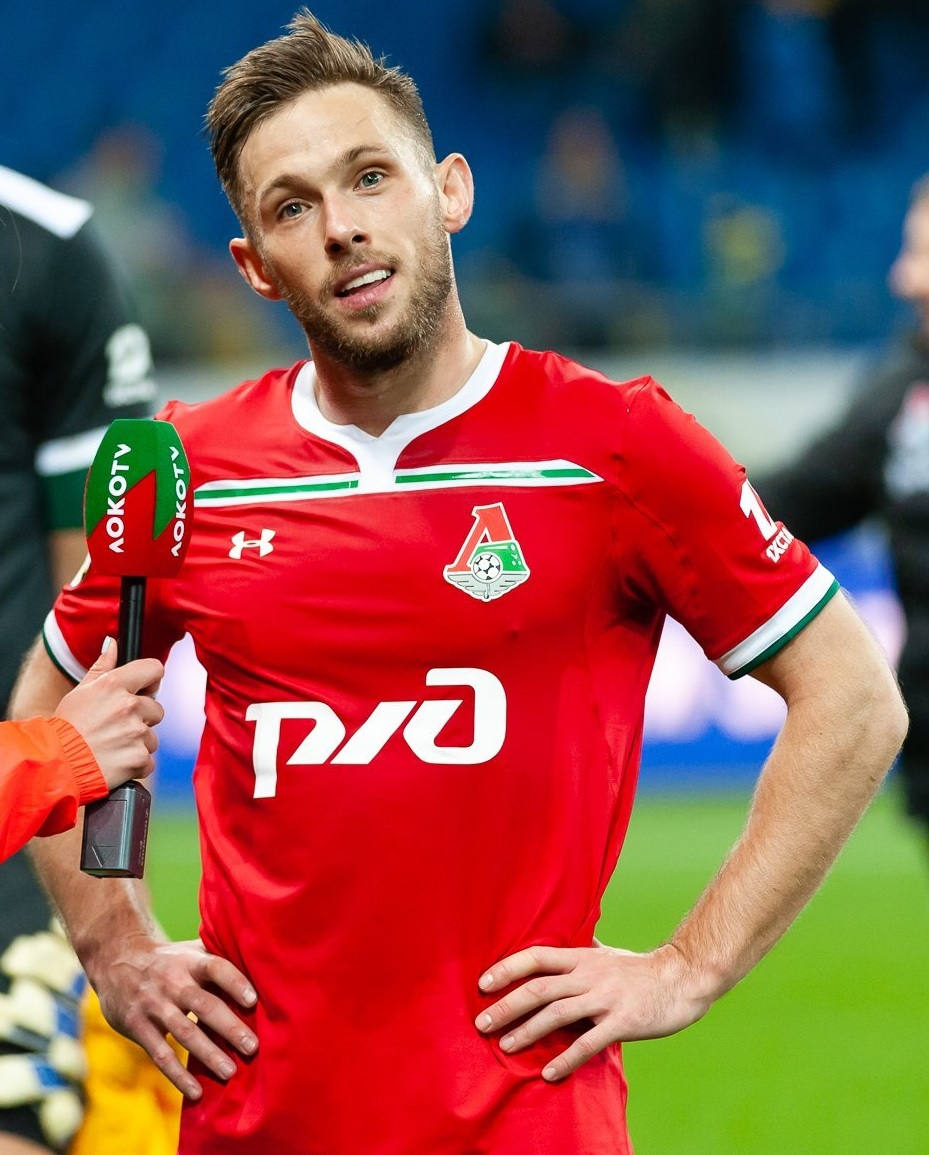
Rybus w 2019 roku

19 lipca 2017 podpisał trzyletni kontrakt z rosyjskim Lokomotiwem Moskwa. Zadebiutował 30 lipca 2017 w ligowym meczu z Anży Machaczkała. Polak rozegrał całą drugą połowę, a spotkanie zakończyło się zwycięstwem jego drużyny 1:0. 15 marca 2018 w rewanżowym spotkaniu 1/8 finału Ligi Europy z Atlético Madryt (1:5) zdobył swoją pierwszą bramkę dla Lokomotiwu. Łącznie w sezonie 2017/18 wystąpił w 27 meczach, strzelając 1 bramkę i zdobył z klubem mistrzostwo Rosji.

### Spartak Moskwa
11 czerwca 2022 roku ogłoszono jego przejście do Spartaka Moskwa, na zasadzie wolnego transferu z Lokomotiwu. Jego przejście do rosyjskiego klubu, w trakcie trwania wojny rosyjsko-ukraińskiej i tendencji odpływu zawodników z ligi rosyjskiej, wywołało kontrowersje i liczne publiczne dyskusje, a fakt ten w Rosji próbowano wykorzystać propagandowo. Decyzję piłkarza skrytykował wówczas m.in. polski wiceminister spraw zagranicznych. 
9 lipca 2022 zadebiutował w zespole w przegranym 0:4 meczu o Superpuchar Rosji przeciwko Zenitowi Petersburg. Swój ligowy debiut, mecz 1. kolejki przeciwko Achmatowi Grozny, zakończył w 41. minucie po otrzymaniu czerwonej kartki od sędziego Władisława Biezborodowa. W Spartaku w sezonie 2022/2023 zagrał 8 meczów, zdobył 1 gola. 21 czerwca 2023 rozwiązał kontrakt z Rosjanami za porozumieniem stron.

### Rubin Kazań
Kontynuując karierę w Rosji, 23 czerwca 2023 Rybus podpisał roczny kontrakt z Rubinem Kazań. W 2023 wystąpił w dwóch meczach (jednym ligowym, jednym Pucharu Rosji), z meczów po sierpniu 2023 wykluczyła go kontuzja kolana, której nabawił się na treningu. Wrócił do gry 24 kwietnia 2024, wygranym 2:0 meczem przeciwko Zenitowi Petersburg. W czerwcu 2024 opuścił klub, w wyniku braku wydłużenia kontraktu i jego słabego stylu gry.

## Kariera reprezentacyjna

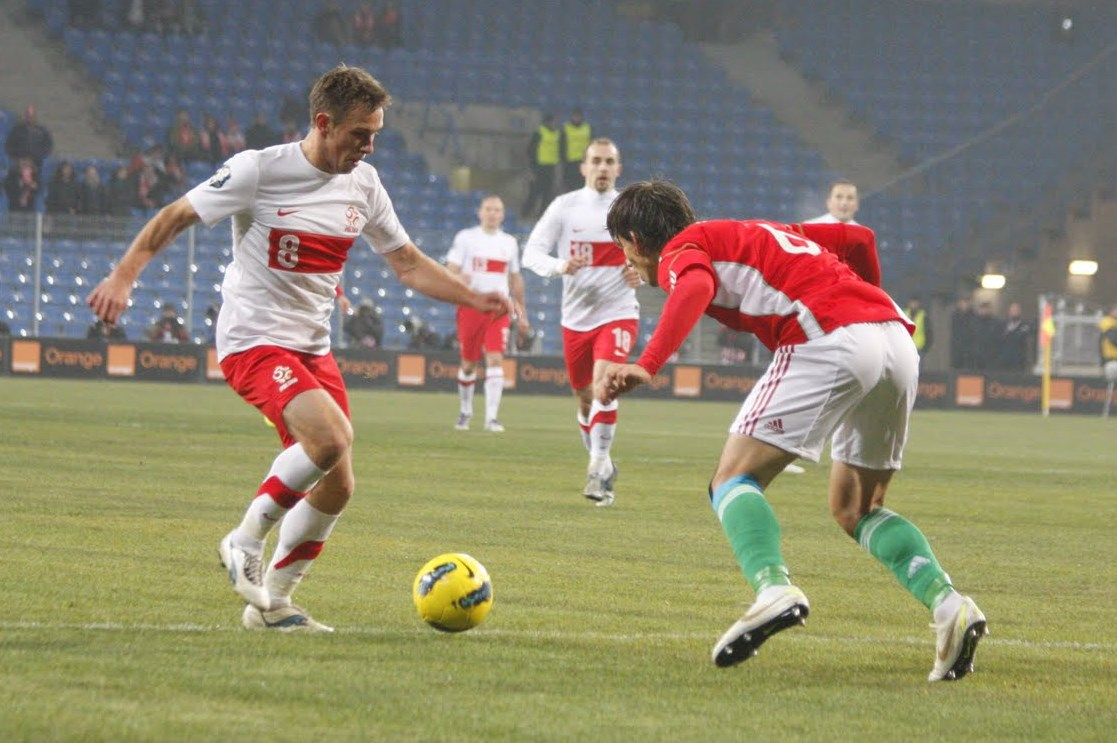
Maciej Rybus w barwach reprezentacji Polski w meczu z Węgrami (Poznań, 15.11.2011)

W reprezentacji do lat 21 zadebiutował 9 czerwca 2009 w wygranym 2:0 meczu z młodzieżową reprezentacją Liechtensteinu w eliminacjach Mistrzostw Europy U-21. W meczu tym Rybus zdobył również debiutanckiego gola.
W reprezentacji Polski zadebiutował 14 listopada 2009 w meczu towarzyskim przeciwko Rumunii rozegranym w Warszawie. W debiucie na boisku spędził 16 minut. Pierwszego gola zdobył w kolejnym meczu towarzyskim, przeciwko Kanadzie, 18 listopada 2009. 2 maja 2012 został powołany przez selekcjonera Franciszka Smudę, na współorganizowane przez Polskę, Euro 2012. Na tym turnieju wystąpił 8 czerwca 2012 w zremisowanym 1:1 meczu otwarcia z Grecją. 4 czerwca 2013 w towarzyskim meczu z Liechtensteinem (2:0), strzelił 1300. gola w historii reprezentacji Polski. 12 maja 2016 znalazł się w powołanej przez Adama Nawałkę, szerokiej kadrze reprezentacji Polski na Euro 2016, jednak z wyjazdu na turniej ostatecznie wyeliminowała go kontuzja barku.
4 czerwca 2018 znalazł się na liście powołanych na Mistrzostwa Świata 2018 w Rosji, na których wystąpił w dwóch meczach.
20 czerwca 2022 Polski Związek Piłki Nożnej poinformował, że piłkarz nie będzie brany pod uwagę przy powołaniach na mecze Ligi Narodów UEFA 2022/23, mecze towarzyskie w drugiej połowie 2022 roku i Mistrzostwa Świata 2022. Jako powód podano „jego aktualną sytuacją klubową”, czyli dołączenie do Spartaka Moskwa w czasie trwania inwazji Rosji na Ukrainę.

## Statystyki

### Klubowe
(aktualne na dzień 21 czerwca 2023)
| Klub               | Sezon              | Liga               | Liga  | Liga | Puchar kraju | Puchar kraju | Puchar ligi | Puchar ligi | UEFA  | UEFA | Inne  | Inne | Razem | Razem |
| Klub               | Sezon              | Liga               | Mecze | Gole | Mecze        | Gole         | Mecze       | Gole        | Mecze | Gole | Mecze | Gole | Mecze | Gole  |
| Legia Warszawa     | 2007/08            | Ekstraklasa        | 10    | 4    | 4            | 0            | –           | –           | –     | –    | –     | –    | 14    | 4     |
| Legia Warszawa     | 2008/09            | Ekstraklasa        | 27    | 3    | 2            | 0            | –           | –           | 3     | 0    | 1     | 0    | 33    | 3     |
| Legia Warszawa     | 2009/10            | Ekstraklasa        | 29    | 2    | 3            | 1            | –           | –           | 4     | 0    | –     | –    | 36    | 3     |
| Legia Warszawa     | 2010/11            | Ekstraklasa        | 20    | 2    | 4            | 0            | –           | –           | –     | –    | –     | –    | 24    | 2     |
| Legia Warszawa     | 2011/12            | Ekstraklasa        | 16    | 2    | 1            | 1            | –           | –           | 10    | 1    | –     | –    | 27    | 4     |
| Legia Warszawa     | Ogólnie            | Ogólnie            | 102   | 13   | 14           | 2            | 0           | 0           | 17    | 1    | 1     | 0    | 135   | 16    |
| Terek Grozny       | 2011/12            | Priemjer-Liga      | 11    | 3    | 1            | 0            | –           | –           | –     | –    | –     | –    | 12    | 3     |
| Terek Grozny       | 2012/13            | Priemjer-Liga      | 19    | 4    | 1            | 0            | –           | –           | –     | –    | –     | –    | 20    | 4     |
| Terek Grozny       | 2013/14            | Priemjer-Liga      | 16    | 0    | 2            | 0            | –           | –           | –     | –    | –     | –    | 18    | 0     |
| Terek Grozny       | 2014/15            | Priemjer-Liga      | 27    | 3    | 1            | 0            | –           | –           | –     | –    | –     | –    | 28    | 3     |
| Terek Grozny       | 2015/16            | Priemjer-Liga      | 28    | 8    | 3            | 0            | –           | –           | –     | –    | –     | –    | 31    | 8     |
| Terek Grozny       | Ogólnie            | Ogólnie            | 101   | 18   | 8            | 0            | 0           | 0           | 0     | 0    | 0     | 0    | 109   | 18    |
| Olympique Lyon     | 2016/17            | Ligue 1            | 19    | 0    | 1            | 0            | 1           | 0           | 7     | 0    | –     | –    | 28    | 0     |
| Olympique Lyon     | Ogólnie            | Ogólnie            | 19    | 0    | 1            | 0            | 1           | 0           | 7     | 0    | 0     | 0    | 28    | 0     |
| Lokomotiw Moskwa   | 2017/18            | Priemjer-Liga      | 20    | 0    | 1            | 0            | –           | –           | 6     | 1    | –     | –    | 27    | 1     |
| Lokomotiw Moskwa   | 2018/19            | Priemjer-Liga      | 16    | 1    | 1            | 0            | –           | –           | 2     | 0    | 1     | 0    | 20    | 1     |
| Lokomotiw Moskwa   | 2019/20            | Priemjer-Liga      | 19    | 0    | 1            | 0            | –           | –           | 5     | 0    | 1     | 0    | 26    | 0     |
| Lokomotiw Moskwa   | 2020/21            | Priemjer-Liga      | 26    | 1    | 4            | 0            | –           | –           | 6     | 0    | 1     | 0    | 37    | 1     |
| Lokomotiw Moskwa   | 2021/22            | Priemjer-Liga      | 21    | 0    | 0            | 0            | –           | –           | 4     | 0    | 1     | 0    | 26    | 0     |
| Lokomotiw Moskwa   | Ogólnie            | Ogólnie            | 102   | 2    | 7            | 0            | 0           | 0           | 23    | 1    | 4     | 0    | 135   | 3     |
| Spartak Moskwa     | 2022/23            | Priemjer-Liga      | 8     | 0    | 0            | 0            | –           | –           | –     | –    | 1     | 0    | 8     | 0     |
| Ogólnie w karierze | Ogólnie w karierze | Ogólnie w karierze | 333   | 33   | 30           | 2            | 1           | 0           | 47    | 2    | 6     | 0    | 417   | 37    |

### Reprezentacyjne
(aktualne na dzień 12 listopada 2021)
| Reprezentacja | Rok  | Mecze | Bramki |
| ------------- | ---- | ----- | ------ |
| Polska        |      |       |        |
| 2009          | 2    | 1     |        |
| 2010          | 10   | 0     |        |
| 2011          | 6    | 0     |        |
| 2012          | 5    | 0     |        |
| 2013          | 3    | 1     |        |
| 2014          | 6    | 0     |        |
| 2015          | 8    | 0     |        |
| 2016          | 4    | 0     |        |
| 2017          | 4    | 0     |        |
| 2018          | 5    | 0     |        |
| 2019          | 2    | 0     |        |
| 2020          | 3    | 0     |        |
| 2021          | 8    | 0     |        |
| Suma          | Suma | 66    | 2      |

| Mecze i gole w reprezentacji | Mecze i gole w reprezentacji | Mecze i gole w reprezentacji | Mecze i gole w reprezentacji | Mecze i gole w reprezentacji | Mecze i gole w reprezentacji | Mecze i gole w reprezentacji         |
| Lp.                          | Data                         | Miasto                       | Przeciwnik                   | Gol                          | Wynik                        | Rozgrywki                            |
| ---------------------------- | ---------------------------- | ---------------------------- | ---------------------------- | ---------------------------- | ---------------------------- | ------------------------------------ |
| 1.                           | 14.11.2009                   | Warszawa                     | Rumunia                      |                              | 0:1                          | towarzyski                           |
| 2.                           | 18.11.2009                   | Bydgoszcz                    | Kanada                       | Gol                          | 1:0                          | towarzyski                           |
| 3.                           | 17.01.2010                   | Nakhon Ratchasima            | Dania                        |                              | 1:3                          | PKT 2010                             |
| 4.                           | 20.01.2010                   | Nakhon Ratchasima            | Tajlandia                    |                              | 3:1                          | PKT 2010                             |
| 5.                           | 23.01.2010                   | Nakhon Ratchasima            | Singapur                     |                              | 6:1                          | PKT 2010                             |
| 6.                           | 03.03.2010                   | Warszawa                     | Bułgaria                     |                              | 2:0                          | towarzyski                           |
| 7.                           | 29.05.2010                   | Kielce                       | Finlandia                    |                              | 0:0                          | towarzyski                           |
| 8.                           | 02.06.2010                   | Kufstein                     | Serbia                       |                              | 0:0                          | towarzyski                           |
| 9.                           | 08.06.2010                   | Murcja                       | Hiszpania                    |                              | 0:6                          | towarzyski                           |
| 10.                          | 11.08.2010                   | Szczecin                     | Kamerun                      |                              | 0:3                          | towarzyski                           |
| 11.                          | 04.09.2010                   | Łódź                         | Ukraina                      |                              | 1:1                          | towarzyski                           |
| 12.                          | 10.12.2010                   | Antalya                      | Bośnia i Hercegowina         |                              | 2:2                          | towarzyski                           |
| 13.                          | 10.08.2011                   | Lubin                        | Gruzja                       |                              | 1:0                          | towarzyski                           |
| 14.                          | 02.09.2011                   | Warszawa                     | Meksyk                       |                              | 1:1                          | towarzyski                           |
| 15.                          | 06.09.2011                   | Gdańsk                       | Niemcy                       |                              | 2:2                          | towarzyski                           |
| 16.                          | 07.10.2011                   | Seul                         | Korea Południowa             |                              | 2:2                          | towarzyski, (nieuznawany przez FIFA) |
| 17.                          | 11.10.2011                   | Wiesbaden                    | Białoruś                     |                              | 2:0                          | towarzyski                           |
| 18.                          | 15.11.2011                   | Poznań                       | Węgry                        |                              | 2:1                          | towarzyski                           |
| 19.                          | 29.02.2012                   | Warszawa                     | Portugalia                   |                              | 0:0                          | towarzyski                           |
| 20.                          | 26.05.2012                   | Klagenfurt                   | Słowacja                     |                              | 1:0                          | towarzyski                           |
| 21.                          | 02.06.2012                   | Warszawa                     | Andora                       |                              | 4:0                          | towarzyski                           |
| 22.                          | 08.06.2012                   | Warszawa                     | Grecja                       |                              | 1:1                          | ME 2012                              |
| 23.                          | 15.08.2012                   | Tallinn                      | Estonia                      |                              | 0:1                          | towarzyski                           |
| 24.                          | 22.03.2013                   | Warszawa                     | Ukraina                      |                              | 1:3                          | el. MŚ 2014                          |
| 25.                          | 04.06.2013                   | Kraków                       | Liechtenstein                | Gol                          | 2:0                          | towarzyski                           |
| 26.                          | 07.06.2013                   | Kiszyniów                    | Mołdawia                     |                              | 1:1                          | el. MŚ 2014                          |
| 27.                          | 13.05.2014                   | Hamburg                      | Niemcy                       |                              | 0:0                          | towarzyski                           |
| 28.                          | 06.06.2014                   | Gdańsk                       | Litwa                        |                              | 2:1                          | towarzyski                           |
| 29.                          | 07.09.2014                   | Faro, Portugalia             | Gibraltar                    |                              | 7:0                          | el. ME 2016                          |
| 30.                          | 11.10.2014                   | Warszawa                     | Niemcy                       |                              | 2:0                          | el. ME 2016                          |
| 31.                          | 14.11.2014                   | Tbilisi                      | Gruzja                       |                              | 4:0                          | el. ME 2016                          |
| 32.                          | 18.11.2014                   | Wrocław                      | Szwajcaria                   |                              | 2:2                          | towarzyski                           |
| 33.                          | 29.03.2015                   | Dublin                       | Irlandia                     |                              | 1:1                          | el. ME 2016                          |
| 34.                          | 13.06.2015                   | Warszawa                     | Gruzja                       |                              | 4:0                          | el. ME 2016                          |
| 35.                          | 16.06.2015                   | Gdańsk                       | Grecja                       |                              | 0:0                          | towarzyski                           |
| 36.                          | 04.09.2015                   | Frankfurt                    | Niemcy                       |                              | 1:3                          | el. ME 2016                          |
| 37.                          | 07.09.2015                   | Warszawa                     | Gibraltar                    |                              | 8:1                          | el. ME 2016                          |
| 38.                          | 08.10.2015                   | Glasgow                      | Szkocja                      |                              | 2:2                          | el. ME 2016                          |
| 39.                          | 13.11.2015                   | Warszawa                     | Islandia                     |                              | 4:2                          | towarzyski                           |
| 40.                          | 17.11.2015                   | Wrocław                      | Czechy                       |                              | 3:1                          | towarzyski                           |
| 41.                          | 23.03.2016                   | Poznań                       | Serbia                       |                              | 1:0                          | towarzyski                           |
| 42.                          | 04.09.2016                   | Astana                       | Kazachstan                   |                              | 2:2                          | el. MŚ 2018                          |
| 43.                          | 08.10.2016                   | Warszawa                     | Dania                        |                              | 3:2                          | el. MŚ 2018                          |
| 44.                          | 11.10.2016                   | Warszawa                     | Armenia                      |                              | 2:1                          | el. MŚ 2018                          |
| 45.                          | 04.09.2017                   | Warszawa                     | Kazachstan                   |                              | 3:0                          | el. MŚ 2018                          |
| 46.                          | 08.10.2017                   | Warszawa                     | Czarnogóra                   |                              | 4:2                          | el. MŚ 2018                          |
| 47.                          | 10.11.2017                   | Warszawa                     | Urugwaj                      |                              | 0:0                          | towarzyski                           |
| 48.                          | 13.11.2017                   | Gdańsk                       | Meksyk                       |                              | 0:1                          | towarzyski                           |
| 49.                          | 27.03.2018                   | Chorzów                      | Korea Południowa             |                              | 3:2                          | towarzyski                           |
| 50.                          | 08.06.2018                   | Poznań                       | Chile                        |                              | 2:2                          | towarzyski                           |
| 51.                          | 12.06.2018                   | Warszawa                     | Litwa                        |                              | 4:0                          | towarzyski                           |
| 52.                          | 19.06.2018                   | Moskwa                       | Senegal                      |                              | 1:2                          | MŚ 2018                              |
| 53.                          | 24.06.2018                   | Kazań                        | Kolumbia                     |                              | 0:3                          | MŚ 2018                              |
| 54                           | 07.06.2019                   | Skopje                       | Macedonia Północna           |                              | 1:0                          | el. ME 2020                          |
| 55.                          | 10.10.2019                   | Ryga                         | Łotwa                        |                              | 3:0                          | el. ME 2020                          |
| 56.                          | 07.09.2020                   | Zenica                       | Bośnia i Hercegowina         |                              | 2:1                          | LN 2020/2021                         |
| 57.                          | 11.11.2020                   | Chorzów                      | Ukraina                      |                              | 2:0                          | towarzyski                           |
| 58.                          | 18.11.2020                   | Chorzów                      | Holandia                     |                              | 1:2                          | LN 2020/2021                         |
| 59.                          | 25.03.2021                   | Budapeszt                    | Węgry                        |                              | 3:3                          | el. MŚ 2022                          |
| 60.                          | 28.03.2021                   | Warszawa                     | Andora                       |                              | 3:0                          | el. MŚ 2022                          |
| 61.                          | 31.03.2021                   | Londyn                       | Anglia                       |                              | 1:2                          | el. MŚ 2022                          |
| 62.                          | 08.06.2021                   | Poznań                       | Islandia                     |                              | 2:2                          | towarzyski                           |
| 63.                          | 14.06.2021                   | Petersburg                   | Słowacja                     |                              | 1:2                          | ME 2020                              |
| 64.                          | 02.09.2021                   | Warszawa                     | Albania                      |                              | 4:1                          | el. MŚ 2022                          |
| 65.                          | 08.09.2021                   | Warszawa                     | Anglia                       |                              | 1:1                          | el. MŚ 2022                          |
| 66.                          | 12.11.2021                   | Andora                       | Andora                       |                              | 4:1                          | el. MŚ 2022                          |

## Sukcesy

### Legia Warszawa
- Puchar Polski: 2007/2008, 2010/2011, 2011/2012[21]
- Superpuchar Polski: 2008[21]

### Lokomotiw Moskwa
- Mistrzostwo Rosji: 2017/2018[21]
- Puchar Rosji: 2018/2019, 2020/2021[21]
- Superpuchar Rosji: 2019[21]

## Życie prywatne
18 marca 2018 poślubił Osetyjkę z Władykaukazu, Lanę Bajmatową. Mają dwóch synów: Roberta (ur. 2018) i Adriana (ur. 2021).
28 maja 2018 został Honorowym Obywatelem Łowicza.
9 maja 2024 wraz z innymi piłkarzami Rubina Kazań złożył kwiaty pod pomnikiem w parku zwycięstwa w Moskwie z okazji obchodów Dnia Zwycięstwa w Rosji. Spotkało się to z liczną krytyką polskich mediów i kibiców.